# 神探蒲松龄
《神探蒲松龄》（英語：The Knight of Shadows: Between Yin and Yang；别名《神探蒲松龄之兰若仙踪》），是一部于2019年上映的奇幻喜剧电影。由成龙、阮经天、钟楚曦、林柏宏主演，2019年2月5日于中国大陆、台灣上映。

## 劇情
一代文豪蒲松齡 （成龍 飾）執陰陽判化身神探，與捕快嚴飛（林柏宏 飾）聯手追蹤一起「金華鎮少女失蹤案」。師徒兩人帶領一眾小妖深入案情，在找尋真相的過程中，卻意外牽扯出一段俠客（阮經天 飾）與女鬼（鍾楚曦 飾）之間神祕的曠世奇戀。

## 演员列表

### 主要演员
| 演员姓名 | 角色名称 | 介绍                                       |
| 成龙     | 蒲松龄   |                                            |
| 阮经天   | 燕赤霞   |                                            |
| 钟楚曦   | 聂小倩   |                                            |
| 林柏宏   | 严飞     | 是個熱情的捕快 後來在縣令的提拔下 成為捕頭 |

### 其他演员
| 演员姓名 | 角色名称 | 介绍 |
| 林鹏     | 镜妖     |      |
| 乔杉     | 刘全震   |      |
| 潘长江   | 初县令   |      |
| 苑琼丹   | 初夫人   |      |
| 姜嫄     | 初小姐   |      |
| 刘智福   | 健康     |      |
| 刘智满   | 健壮     |      |
| 刘智堂   | 健美     |      |

## 电影歌曲
| 曲序 | 曲目                     | 演唱          |
| ---- | ------------------------ | ------------- |
| 1.   | 双生焰（主题曲）         | 张靓颖        |
| 2.   | 一起笑出来（贺岁主题曲） | 成龙、蔡徐坤  |
| 3.   | 宁愿（推广曲）           | 刘宇宁        |
| 4.   | 兰若仙踪（推广曲）       | 钟楚曦/魏允熙 |
| 5.   | 怪可爱（插曲）           | 成龙          |